# Juliana Berners

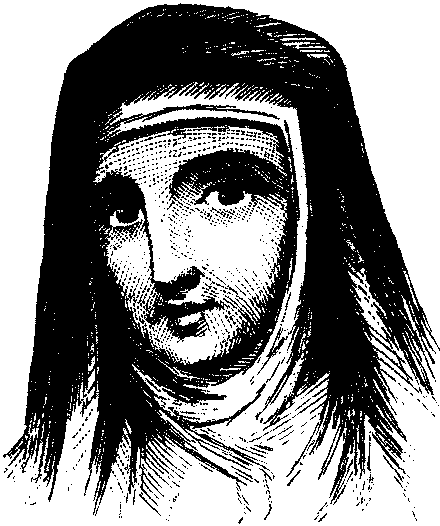
Juliana Berners

Juliana Berners (1388?-?) zou een Engels middeleeuwse schrijfster zijn geweest. Men is niet zeker van haar bestaan. 
Een gedeelte van het populaire Book of St. Albans zou door Juliana geschreven zijn. Er zijn hierin essays te vinden over jagen en heraldiek. In de versie van het originele boek staat aan het einde geschreven: "Explicit Dam Julyans Barnes in her boke of huntyng."
Het onderwerp van haar essay was het vissen met een hengel.